# Josefine Bakhita

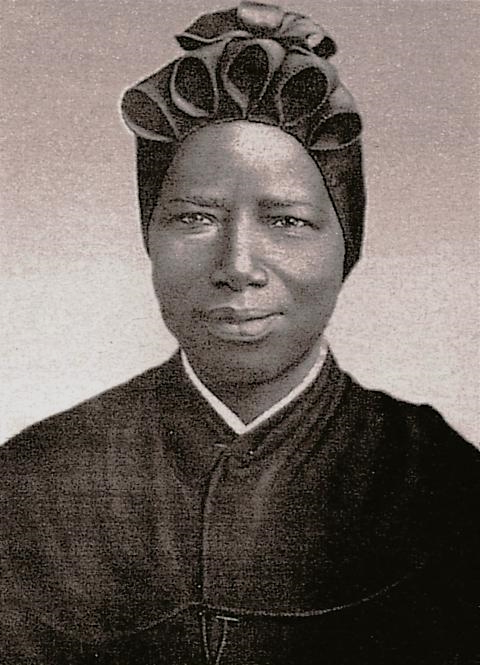
Josefine Bakhita

Josefine Bakhita (* 1869 in Olgossa, Sudan; † 8. Februar 1947 in Schio, Italien) war eine italienische Ordensschwester sudanesischer Abstammung. Sie wird in der römisch-katholischen Kirche als Heilige verehrt.

## Leben
Bakhita wurde im Dorf Olgossa in der westsudanesischen Provinz Darfur geboren. Ihr Vater war der Bruder des Dorfchefs. Im Alter von sechs oder sieben Jahren wurde sie von arabischen Sklavenjägern verschleppt und in den folgenden acht Jahren fünfmal auf den Märkten von al-Ubayyid und Khartum verkauft. Das Trauma der Entführung ließ sie ihren eigenen Namen vergessen, sodass heute nur der Name bekannt ist, der ihr von den Sklavenjägern gegeben wurde (Bakhita, das arabische Wort für „glücklich“).

### Sklavin wechselnder Besitzer
Während ihrer Gefangenschaft musste Bakhita immer wieder Brutalität erleiden. So schlug sie der Sohn einer ihrer Besitzer so sehr, dass sie einen Monat lang nicht von ihrem Strohbett aufstehen konnte. Als schlimmste Erinnerung bezeichnete sie später diejenige an ihren vierten Besitzer, einen türkischen General, für dessen Schwiegermutter sie Sklavendienste verrichten musste. Dieser General ließ sie – wie seine anderen Sklaven – durch eine Art Skarifizierung und Tätowierung als sein Eigentum markieren. In ihren Aufzeichnungen, die sie viele Jahre später auf Italienisch niederschrieb, beschreibt sie, wie eine Frau Mehl, Salz und eine Klinge brachte, Muster auf ihre Haut zeichnete, diesen entlang hineinschnitt und die Wunden dann mit Salz füllte, um bleibende Vernarbung zu erzeugen. Mehr als 60 solche Schnitte wurden ihr an Brust, Bauch und Armen angebracht.

### Verkauf nach Italien
Bakhitas letzter Käufer war der italienische Konsul Callisto Legnani. Er behandelte sie gut und hatte offenbar vor, sie freizulassen. Doch dann übergab er die mittlerweile 16-Jährige seinem Freund Augusto Michieli. Sie wurde nach Italien gebracht und dort Kindermädchen von Michielis Tochter Mimmina. 1888 oder 1889 wurden Bakhita und Mimmina in die Obhut der Canossianerinnen in Venedig gegeben, während die Michielis aus geschäftlichen Gründen an das Rote Meer zogen. 1890 wurde Bakhita auf ihren Wunsch hin getauft und nahm bei der Taufe den Namen Giuseppina Margarita (Josefine Margaret) an. Als die Michielis ihre Tochter und Josefine wieder zu sich nach Hause nehmen wollten, wollte diese nicht mitkommen. Frau Michieli wollte ihre Rückkehr in ihren Haushalt erzwingen, aber die Vorsteherin der Ordensschule, die Josefine und Mimmina in Venedig besucht hatten, ging vor Gericht. Ein italienisches Gericht befand, dass die Sklaverei im Sudan vor ihrer Geburt gesetzlich abgeschafft worden war und dass das italienische Gesetz unabhängig davon keine Sklaverei anerkannte, sodass Josefine gesetzlich nie Sklavin gewesen sei. Josefine hatte unterdessen auch die Volljährigkeit erreicht und konnte erstmals ihr Leben selbst bestimmen. Sie entschied sich, bei den Canossianerinnen zu bleiben.

### Eintritt in den Orden
Am 8. Dezember 1895 legte Sr. Josefine die ewige Profess ab. 1902 wurde sie in ein Haus in Schio in der norditalienischen Provinz Vicenza entsandt, wo sie den Rest ihres Lebens verbrachte. Einzig zwischen 1935 und 1938 verließ sie Schio, um in Mailand bei der Vorbereitung junger Schwestern für die Tätigkeit in Afrika zu helfen.
Während ihrer 45 Jahre in Schio war Sr. Josefine meist an der Pforte des Klosters tätig, sodass sie regen Kontakt zur Bevölkerung hatte. Ihre Freundlichkeit, ihre angenehme Stimme und ihr stetiges Lächeln wurden wohlbekannt, und bis heute kennt man sie in Vicenza als la nostra madre moretta („unsere kaffeebraune Mutter“). Ihr Orden erkannte ihr besonderes Charisma und regte sie dazu an, ihre Erinnerungen niederzuschreiben und über ihre Erlebnisse zu sprechen; diese machten sie in ganz Italien bekannt. Ihre letzten Lebensjahre waren von Schmerz und Krankheit geprägt, doch behielt sie ihre Fröhlichkeit. Gefragt, wie es ihr gehe, lächelte sie stets und antwortete, „wie der Herr es wünscht“. In ihren letzten Tagen war sie geistig zurückversetzt in ihre Jahre in der Sklaverei und schrie in ihrem Delirium, „Bitte, lockert die Ketten … sie sind so schwer“.
Sr. Josefine Bakhita starb am 8. Februar 1947. In den drei Tagen, in denen ihr Leichnam aufgebahrt war, kamen Tausende, um die Verstorbene zu ehren.

## Seligsprechung und Heiligsprechung
Gleich nach ihrem Tod wurden Stimmen laut, die ihre Heiligsprechung befürworteten, und der Seligsprechungsprozess wurde 1959 eröffnet, nur zwölf Jahre nach ihrem Tod. Am 1. Dezember 1978 erhob Papst Johannes Paul II. Josefine Bakhita zur Ehrwürdigen Dienerin Gottes. Am 17. Mai 1992 sprach Papst Johannes Paul II. Josefine Bakhita selig und bestimmte den 8. Februar zu ihrem Gedenktag. Am 1. Oktober 2000 wurde Josephine Bakhita von Johannes Paul II. heiliggesprochen. Sie gilt als Schutzpatronin der katholischen Kirche im Sudan.
Papst Benedikt XVI. schildert Josefine Bakhitas Lebens- und Glaubensweg ausführlich in seiner Enzyklika Spe salvi.

## Schriften
- Il Diario. Edizioni San Paolo 2010, ISBN 88-215-6781-8 (Tagebuch in italienischer Übersetzung).